# انتون استاروفسکی
انتون استاروفسکی (انگلیسی: Anton Stabrovskyy؛ زادهٔ تاریخ ورودی نامعتبر است) شناگر اهل اوکراین است.